# Vladimír Židek
Prof. Ing. Vladimír Židek, CSc. D.E.S.S. (15. října 1946, Frýdek-Místek – 25. června 2010, Nosislav) byl český pedagog. Na Mendelově zemědělské a lesnické univerzitě v Brně učil jednotlivé předměty geoinformatiky trvale již od roku 1990. Od 70. let žil v Nosislavi. Byl aktivním členem domácích a zahraničních organizací, má za sebou bohatou publikační a výzkumnou činnost.

## Život
Vzděláním byl lesní inženýr, pracoval v četných zaměstnáních: byl vedoucí knihovny lesnického výzkumného ústavu ve Zbraslavi, mistr stavebního závodu Státních lesů v Brně, geodet v Archeologickém ústavu (dokumentace a dendrochronologické zpracování pilotů velkomoravského mostu v Mikulčicích), dále byl profesionální hasič v Brně, bioklimatolog v Ústavu ekologie lesa v Soběšicích, specialista na dálkový průzkum Země v Agropodniku Gottwaldov (provoz dálkově řízených letadel v Brně), specialista ve Výzkumném ústavu pro zúrodňování zemědělských půd a poté ve Výzkumném ústavě rostlinné výroby v Hrušovanech u Brna.
V roce 1990 nastoupil na lesnickou fakultu a zahájil svou akademickou dráhu, v roce 1991 získal diplom CSc. v oboru kartografie na Geografickém ústavě ČSAV v Brně. V letech 1993-94 byl na studijním pobytu v Toulouse ve Francii, na Universitě Pierre a Marie Curieových v Paříži 6 pak získal postgraduální diplom ve specializaci dálkový průzkum Země (Diplôme d'Etudes Supérieures Spécialisées, ve zkratce za jménem: D.E.S.S.). Po habilitaci v roce 1993 se stal docentem pro obor Hospodářská úprava lesů, specializace geoinformatika. V letech 1994-2006 byl vedoucím Ústavu geodézie a fotogrammetrie, který transformoval na dnešní Ústav geoinformačních technologií. Roku 1997 se stal prorektorem MZLU pro zahraniční styky a informace, kterým byl až do roku 2000. Roku 2004 byl jmenován prvním českým profesorem geoinformatiky.
V letech 1989–1990 se angažoval v místní samosprávě.[zdroj⁠?!]